# 格羅弗 (密蘇里州)
格羅弗（英語：Grover）是位於美國密蘇里州聖路易斯縣的非建制地區。

## 歷史
格羅弗的郵局自1888年營運至今。

## 地理
格羅弗所處的海拔為高於海平面242米（即794英呎），而該地所採用的時區為UTC-6，即北美中部時區（CST）。同時該地設有夏令時間，為UTC-6調快一小時，即UTC-5（CDT）。